# Shostromova typologie manipulace
Zřejmě nejdůkladnější dělení typu manipulace je Shostromovo dělení, které nachází prvky manipulace v 9. charakteristických stylech osobnosti:
1. Diktátor  – odvolává se na autoritu a tradici, hojně využívá citáty. Bývá to často autoritativní šéf nebo otec rodiny.
2. Chudáček – zdůrazňuje své handicapy, zakládá si na svém pocitu méněcennosti. Svou proklamovanou neschopností zastírá neochotu.
3. Počtář – řídí se tím, co je pro něj v dané situaci nejvýhodnější, obvykle neproklamuje vysoké ambice a plní jen jednodušší úkoly.
4. Břečťan – předstírá závislost na ostatních, rád na nich do značné míry parazituje. Jedinci tohoto typu trpí často hypochondrií a zdůrazňují nepřízeň osudu.
5. Drsňák – manipuluje hrubostí, je pevně přesvědčen o své pravdě, nepřipouští kompromis ani pouhou diskuzi, v krajním případě používá nadávky a výhrůžky.
6. Obětavec – tento typ dobře vystihuje výrok „nejhorší jsou nejhodnější lidé“, je poměrně často zastoupen v rodině, především v osobě matky.
7. Poslední spravedlivý – základní formou manipulace je neustálá kritika, ve svém okolí vyvolává pocit viny, své chyby ale přehlíží. Je typický především pro mužské pohlaví.
8. Opatrovatel – neustále se stará o druhé, ale často proti jejich vůli. Žije v představě, že sám ví nejlépe, co je pro ostatní dobré. Typické zejména pro autoritativní rodiče.
9. Mafián – manipuluje silou jako drsňák, ale zároveň nabízí určitou ochranu a záštitu. Charakterizuje ho přísloví: „Kdo nejde se mnou, jde proti mně.“. Tento typ manipulace se často používá v politické sféře.